# Dinastia Chagi
La dinastia Chagi o dels Chagis també coneguda com els Sagis o Tyagis foren membres de la dinastia solar (Suryavanshi Kshatriyes) governants de Natavadi (districte de Nellore Districte) i Vijyavativishayas (districte de Krishna) amb capital a Gudimetta (districte de Prakasam), Vijayananda, i Vinukonda (districte de Guntur), diversos cops durant gairebé tres segles i mig amb alguns interregnes. Els Chagis devien nominal lleialtat als Coles, els Kakatiyes i els Gajapatis. Els governants eren guerrers i administradors i de fet governants independents. El seu regne era força gran i van aconseguir diverses fites polítiques significatives en comparació a altres dinasties a Vengi d'aquell temps. Van tenir la seva pròpia moneda i van fer aliances diplomàtiques per matrimoni amb els Kakatiyes i els caps Kondapadamati del clan Durjaya, Haihayes de Palnadu i els telugu Coles. La germana del rei Kakatiya Ganapati Deva, Melambika, es va casar amb el segon fill de Chagi Buddaraju, qui governava la regió de Natavadi.

## Origen
- Segons el Ramavilas de Telugu Lakshmana Kavi, l'ascendència Chagi és la següent:

Brahma va néixer del lotus de melic de Vixnu i d'ell va néixer Mariachi. El fill de Marichi fou Kashyapa i el fill d'aquest fou Bhaskara. El fill de Bhaskara fou Vaivasvata, el fill del qual fou Manu i el fill de Manu fou Ikshavaku. De Ikshavakavamsa van néixer Kakutsa, Raghu i Dasharatha. El fill de Dasharatha fou Rama de Suryavamsa, a través del qual va sorgir Sagivamsa i va esdevenir famós amb sants i gran guerrers com Nagarjuna.
- Chagi Venkana es creu que fou el primer del Chagis. Era de raça solar i senyor de l'oest (Paschimadhisvara) i protector de la terra.
- Altres branques de la dinastia Chagi foren els Vatsavayis, Pericchedis i els Telugu Cola (Choda) segons les inscripcions.
- Una inscripció en un temple del districte de Krishna al voltant del 1260 dona la genealogia dels Sagis i declara que la família era del Bahujakula (del que van derivar els Kshatriya). Bahuja significa braç o espatlla en sànscrit i kula significa clan. En la mitologia hindú quatre castes es van formar del cos de Brahma amb els Kshatriyas sorgint dels seus braços i pit.[4]

## Història

### Governants
1. Muppa I (1118) fou el primer membre històric dels Chagis. Fou també conegut com a Arya. Muppa va servir a Rajendra Cola I (Kulottunga I, 1070-1118) leialment i amb èxit en les seves guerres i va ser premiat amb insígnies reials i alguns territoris per governar, els quals van formar el nucli del regne dels Chagis.
2. Dora I (1118-1160) Va tenir el títol de Tyagi segons esmenta una inscripció que l'anomena Tyagi Dora, fill de rei Arya (Muppa I). Dora fou un rei poderós. Les seves monedes foren conegudes com a Tyagigadyas hi apareixen ja des de 1126.
3. Pota I (1161-1190) La seva filla Prolama Devi va ser casada amb un dels Natavadis. Fou un aliat dels Palnadu Haihayas, va participar en la guerra civil i a la batalla a Karempudi (1178-1186) al costat de la línia major de la dinastia dita de Nalakama. Una versió de Palnati Vira Charitra esmenta que Sagi Potamaraju, un ministre de nom Satya, Gundamadeva i Gobburaju i altres van venir amb una notable infanteria (288.000) per unir-se a Nalakama en la guerra. Sagipota o Sagi Potamaraju és el rei Pota I.
4. Dora II (1190-1199) Va estendre els límits del seu regne, va transferir la seva capital a Vijayawada. Dora va portar els epítets de Natavati Vishayadhisvara i Tyagiraja. Dora és esmentat senzillament com rei Tyagi en una referència de Pota I de 1199.
5. Pota II (1199-1230) També conegut com a Narashimha Vardhana Tyagipota.
6. Ganapaya I Dora III (1230-1257)
7. Manma Pota i Manma Ganpaya (1257-1268)
  1. Segons el Ramavilasa dedicat a Vatsavayi Goparaju, Sagi Macha fou el germà més jove de Manma Pota i Manma Ganpaya. El fill de Macha fou Erra Pota qui al seu torn va tenir dos fills, Telugu Raju i Rama Raju. Telugu Raju i Rama Raju estaven al servei de Pratapa Rudra de la dinastia Kakatya. El Ramavilasa diu que Rama Raju va derrotar molts reis en batalla i va ser representat amb molts elefants, kamkana, rubís i dones ballant per a ells. Rama Raju va fer de Vatsavaya la seva capital; el nom de Vatsavaya va ser afegit a Sagivamsa. Un descendent de Rama Raju, Vatsavai Pedda Pathrudu, va fundar la ciutat de Peddapuram. Vatsavai Chaturbhuja Thimma Jagapathi Bahadur, que va governar de 1555-1607, va construir el fort de Peddapuram. Després de la seva mort, el va succeir el seu fill Raya Jagapathi seguit pels seus fills Timma Jagapathi i Balabhadra Jagapathi que van governar Peddapuram. De 1791 a 1804 el principat va ser governat per Sri Vatsavai Raya Jagapathi. Durant el govern britànic, Sri Raya Jagapathi va ser escollit per assolir el govern el 1804. Després de la mort de Sri Raya Jagapathi, les seves tres mullers Lakshmi Narasa Amma, Buchi Seetha Amma i Buchi Bangara Amma, van governar la propietat successivament. La vídua de Raya Jaggapathi, Buchi Seetha Amma, va governar de 1828 a 1835. Sense hereu, la propietat fou breument governat per Sri Surya Narayan Jagapathi Bahadhur fins que el 1847, va ser incorporada als dominis de la Companyia Britànica de les Índies Orientals.
    1. Un príncep es va escindir d'aquesta dinastia i va crear una branca separada regint un regne anomenat Kottam.
8. No hi va haver hereu directe i el regne va passar a Manma Chagiraju (1268-1292)
9. Rudrayachagi (1292-1305) També conegut com a Rudraya Tyagi
10. De 1305 a 1477, el regne va caure sota control dels Kakatiyes. El 1477 es tornen a esmentar governants Chagis a Vinukonda

### Vinukonda
1. Els chagis de Vinukonda suplanten la dinastia Reddy
2. Annamanayaka
3. Pedaganna
4. Gada
5. Sagi Gannama fou un governador (Maha-mandaleswara) sota sobirania del Vira Pratapa Gajapati Purushottama Deva (de la dinastia Gajapati 1462-1496) d'Orissa. Va construir un fort de muntanya a la seva capital de Vinukonda. El 1447 Sagi Ganamma va construir el temple de Lakshmi Narasimha a Vinukonda. Sagi Ganamma També va construir el temple de Raghunatha Swamy el 1447. Sagi Gannama va portar els títols de Karavalabhairaya, Puliyamarkoluganda i Gandabherunda.[5]
6. Sagi Kommanayaka

### Altres
- Un rècord datat 1087-1088 dona la genealogia d'una família de Telugu Coles començant amb Chagi Venkana de Suryavamsa.
- Un Chagi Manmapota, senyor de Brihat Kanchpura (Penuganchiprolu), és esmentat en una inscripció datada el 1257.
- Vatsavai Pratapa Ayyappa Deva Maharaju és esmentat el 1443.

### Descendents
Algunes modernes famílies de zamindaris tracen la seva ascendència en Chagi Potaraju. El nom familiar va canviar amb el temps de Chagi a Sagi. Van assolir el títol de Jagapati al segle xvi.
Raja-Sagi (Aquesta branca de la casa de Sagi aconseguia el seu nom de Raja Sagi Rama Chandra Raju pel seu fets durant la batalla de Padmanabham)
1. La família de Raja Sagi eren Mokasadars i Zamindars de Pandrangi i Kurapalli al Panchayat de Pandrangi Gram, mandal de Padmanabham al districte de Visakhapatnam.
2. La família Raja Sagi (cosins que havien emigrat del poble de Pandrangi i s'havien establert a Kotauratla) eren Mokasadars i Zamindars de Thangedu, poble del mandal de Kotauratla al distrocte de Visakhapatnam. Els Raja-Sagi van governar Padmanabham i diverses àrees al voltant des del fort de Pandrangi a partir de 1796. Més tard la família "Raja Sagi" de Pandrangi, Raja Sagi Padmanabha Raju, va servir 27 anys com a President del Samithi per Bheemili que fou instrumental en aconseguir connectar la platja i Bheemili per una carretera. El seu fill gran Raja Sagi Suryanarayana Raju fou elegit diputat (MLA) per BheemiliM va servir també com corresponsal i Tresorer del Mansas Trust durant 18 anys. Mansas Trist estava format per 16 institucions educatives que inclouen una universitat d'enginyeria, universitat BED, universitat de lleis, universitat MBA, universitats de joves i Escoles mitjanes d'anglès i telugu medi. El fill petit de Padmanabha Raju, Raja Sagi Appala Narasimha Raju fou elegit diputat per Bheemili el 1985, 1989, 1994 i 1999. També va servir com a ministre d'impostos especials en el gabinet de NT Rama Rao i com a president de zona de l'APSRTC (Andhra Pradesh State Road Transport Corporation), President de dos comitès de l'Assemblea de l'estat, Director de Turisme de l'estat, Secretari del Partit Telugu Desam (TDP).

Sagi
1. Velchur Kodur
2. Vemalapudi
3. Kondakarla
4. Kottur
5. Rajala
6. Rayavaram
7. Sarvasiddhi
8. Saripalli

Vatsavai
1. Peddapuram, Família "Sri Raja Vatsavai"
2. Tuni, família "Sri Raja Vatsavai"
3. Godicharla